# فودياتور
فودياتور (بالإنجليزية: Fodiator) وهي من جنس السمك الطائر.
الفودياتور يعيش في مناخ بحري ويصل أقصى طوله نحو 19 سم، متواجدين بكثرة في ولاية باها كاليفورنيا ، المكسيك ، ومن خليج كاليفورنيا وحتى البيرو وأيضاً في جزيرة كليبرتون وأرخبيل غالاباغوس. ترتفع الفودياتورات عن سطح الماء عندما يصبح ساخناً ولديهم المقدرة على الوثب خارج الماء والتحليق في الهواء لمسافات بعيدة.
هذه الأسماك تنشر بيضها على اشياء صغيرة تطفو.

## أصل التسمية
Fodiator مشتقه من الكلمة اللاتينية fodere والتي تعني حفر ، أو الشخص الذي يحفر.